# The Market for Lemons
"The Market for Lemons: Quality Uncertainty and the Market Mechanism" (De markt van "citroenen": onzekerheid omtrent kwaliteit en het marktmechanisme) is een paper van de econoom George Akerlof gepubliceerd in 1970. Het paper behandelt informatieasymmetrie, wat zich voordoet als de verkoper meer over een product weet dan de koper. 
Lemon ("citroen") is Amerikaans slang voor een auto die defect blijkt te zijn na aankoop. Akerlof gebruikt de tweedehandsmarkt voor auto's als voorbeeld voor het probleem van onzekerheid omtrent kwaliteit. Als kopers geen onderscheid zien tussen slechte en goede auto's, zijn ze slechts bereid om een gemiddelde prijs te betalen, waardoor verkopers van goede auto's geen correcte prijs krijgen en de markt verlaten. Na een tijdje blijven dus enkel nog slechte auto's over. Dit marktfalen staat bekend als het lemons problem. In 2001 kregen Akerlof, Michael Spence en Joseph Stiglitz de Nobelprijs economie voor hun onderzoek naar asymmetrische informatie.

## Oplossing
Tussenpersonen kunnen marktfalen voorkomen. In bovenstaand voorbeeld zou de kwaliteit van een auto door een onafhankelijke partij (bv. een automecanicien) gecertificeerd kunnen worden. In de kapitaalmarkten zijn er twee soorten tussenpersonen: degene die informatie omtrent kwaliteit verspreiden (auditoren, financieel analisten, ratingbureaus en de financiële pers), en degene die fondsen verzamelen van individuele investeerders en deze na analyse zelf investeren (financiële tussenpersonen, zoals banken, durfkapitalisten en pensioenfondsen).